# Años 930
Los años 930 o década del 930 empezó el 1 de enero del 930 y terminó el 31 de diciembre del 939.

## Acontecimientos
- Juan XI sucede a Esteban VII como papa en el año 931.
- León VII sucede a Juan XI como papa en el año 936.
- Esteban VIII sucede a León VII como papa en el año 939.